# 神的樂園
《神的樂園》（日语：オリンポス）是日本漫畫家あき的漫畫作品。刊載於《Comic ZERO-SUM》（一迅社），單行本全2冊。

## 故事簡介
很久以前，在巨大的國家特洛伊，被稱呼為「光輝的王子」的美少年蓋彌德，被受天帝宙斯之命的太陽神阿波羅綁架。在這沒有出口的神的樂園，蓋彌德的眼前是希望？還是絕望？

## 角色
※「聲：」為廣播劇CD的配音員。
阿波罗（聲：石田彰）
太陽神。受宙斯之命，帶蓋彌德到神的樂園。殘酷又天真無邪，在神的樂園看守蓋彌德消磨時間，並戲弄著他。
蓋彌德（聲：小野大輔）
現今已亡國的特洛伊的王子。被阿波羅抓去宙斯的庭園。一開始非常憎恨阿波羅，尋找著離開庭園的方法。
波塞冬（聲：置鮎龍太郎）
支配世界的三兄弟中的次男，支配海的海神。很中意阿波羅。
哈底斯（聲：森川智之）
支配世界的三兄弟中的長男，支配地的冥王。常裹著令人毛骨悚然的氣氛，會根據看的人的心改變身姿。
宙斯
支配世界的三兄弟中的三男，支配天空的天帝。
海茲（聲：梶裕貴）
以把蓋彌德帶出庭園為條件，向神許下願望的青年。對發掘遺跡有著莫大的熱情。

## 單行本
| 冊數 | 日文版             | 發行日期      | 中文版            | 發行日期      |
| ---- | ------------------ | ------------- | ----------------- | ------------- |
| 1    | ISBN 9784758053709 | 2008年9月25日 | EAN 4713469353728 | 2010年7月31日 |
| 2    | ISBN 9784758054423 | 2009年9月25日 | EAN 4713469354749 | 2010年9月22日 |